# Fuente el Olmo de Fuentidueña
Fuente el Olmo de Fuentidueña é um município da Espanha na província de Segóvia, comunidade autónoma de Castela e Leão, de área 31,18 km² com população de 118 habitantes (2006) e densidade populacional de 4,01 hab/km².

## Demografia
| Variação demográfica do município entre 1991 e 2004 | Variação demográfica do município entre 1991 e 2004 | Variação demográfica do município entre 1991 e 2004 | Variação demográfica do município entre 1991 e 2004 |
| --------------------------------------------------- | --------------------------------------------------- | --------------------------------------------------- | --------------------------------------------------- |
| 1991                                                | 1996                                                | 2001                                                | 2004                                                |
| 220                                                 | 163                                                 | 143                                                 | 124                                                 |